# Portugalsko na letních olympijských hrách
Portugalsko na letních olympijských hrách startuje od roku 1912. Toto je přehled účastí, medailového zisku a vlajkonošů na dané sportovní události.

## Účast na Letních olympijských hrách
| Dějiště LOH            | LOH      | Vlajkonoš                                             | Zlatá medaile | Stříbrná medaile | Bronzová medaile | Celkem |
| ---------------------- | -------- | ----------------------------------------------------- | ------------- | ---------------- | ---------------- | ------ |
| 1912 Stockholm         | LOH 1912 | Francisco Lázaro                                      |               |                  |                  | 0      |
| 1920 Antverpy          | LOH 1920 | António de Menezes                                    |               |                  |                  | 0      |
| 1924 Paříž             | LOH 1924 | António Martins                                       |               |                  | 1                | 1      |
| 1928 Amsterdam         | LOH 1928 | nebyl                                                 |               |                  | 1                | 1      |
| 1932 Los Angeles       | LOH 1932 | Lal Shah Bokhari                                      |               |                  |                  | 0      |
| 1936 Německo           | LOH 1936 | nebyl                                                 |               |                  | 1                | 1      |
| 1948 Londýn            | LOH 1948 | nebyl                                                 |               | 1                | 1                | 2      |
| 1952 Helsinky          | LOH 1952 | Balbir Singh                                          |               |                  | 1                | 1      |
| 1956 Melbourne         | LOH 1956 |                                                       |               |                  |                  | 0      |
| 1960 Řím               | LOH 1960 | nebyl                                                 |               | 1                |                  | 1      |
| 1964 Tokio             | LOH 1964 | Fernando Matos                                        |               |                  |                  | 0      |
| 1968 Ciudad de México  | LOH 1968 | nebyl                                                 |               |                  |                  | 0      |
| 1972 Mnichov           | LOH 1972 | Armando Aldegalega                                    |               |                  |                  | 0      |
| 1976 Montréal          | LOH 1976 | nebyl                                                 |               | 2                |                  | 2      |
| 1980 Moskva            | LOH 1980 | Esbela da Fonseca                                     |               |                  |                  | 0      |
| 1984 Los Angeles       | LOH 1984 | António Roquete                                       | 1             |                  | 2                | 3      |
| 1988 Soul              | LOH 1988 | João Rebelo                                           | 1             |                  |                  | 1      |
| 1992 Barcelona         | LOH 1992 | Filipa Cavalleri                                      |               |                  |                  | 0      |
| 1996 Atlanta           | LOH 1996 | Fernanda Ribeirová                                    | 1             |                  | 1                | 2      |
| 2000 Sydney            | LOH 2000 | Miguel Maia                                           |               |                  | 2                | 2      |
| 2004 Athény            | LOH 2004 | Nuno Delgado                                          |               | 2                | 1                | 3      |
| 2008 Peking            | LOH 2008 | Nelson Évora                                          | 1             | 1                |                  | 2      |
| 2012 Londýn            | LOH 2012 | Telma Monteirová                                      |               | 1                |                  | 1      |
| 2016 Rio de Janeiro    | LOH 2016 | João Rodrigues (zahájení) Telma Monteirová (ukončení) |               |                  | 1                | 1      |
| 2020 Tokio             | LOH 2020 | Telma Monteirová Nelson Évora                         | 1             | 1                | 2                | 4      |
| 2024 Paříž             | LOH 2024 | Ana Cabecinha Fernando Pimenta                        | 1             | 2                | 1                | 4      |
| Celkem                 | 26       |                                                       | 6             | 11               | 15               | 32     |
| Zdroj na Olympedia.org |          |                                                       |               |                  |                  |        |